# Siedlice (Gorzów Wielkopolski)
Siedlice (niem. Seidlitz) – dzielnica Gorzowa Wielkopolskiego położona w południowej części miasta. Dzielnica z najmniej rozwiniętą infrastrukturą, w wielu miejscach brakuje kanalizacji, część domów nie ma podłączonych wodociągów.
Dawna wieś, przyłączona została do miasta w 1961 roku. W Siedlicach znajduje się stacja uzdatniania wody dla Gorzowa Wielkopolskiego, która jest własnością Przedsiębiorstwa Wodociągów i Kanalizacji. Istnieje też tutaj Ochotnicza Straż Pożarna. Z firm wyróżnić można Globex – hurtownię materiałów złącznych, AEB Bogacz – serwis samochodowy, PHU Hajduk – firma zajmująca się sprzedażą kominków i prowadząca stację obsługi pojazdów. Znajduje się tu również Dom Kultury przy remizie strażackiej.

## Infrastruktura
Główne ulice dzielnicy to:
- Strażacka
- Wylotowa
- Świetlana
- Skrajna
- Żytnia

Do Siedlic można dojechać z miasta autobusami MZK Gorzów linii: 
- 100 (do ulicy Żytniej przez Wylotową, wybrane kursy do Borka w gminie Deszczno)
- 103 (do ulicy Strażackiej, wybrane kursy do Osiedla Poznańskiego w gminie Deszczno)
- 108 (kursuje do Borka w gminie Deszczno przez ulicę Wylotową)
- linią nocną N2 (do ulicy Strażackiej).

## Zabytki
Kościół Matki Bożej Różańcowej w Gorzowie Wielkopolskim z 1828 r. wraz z cmentarzem wpisany do rejestru zabytków pod pozycjami 2112 z 4 maja 1971 oraz 424/94 z 29 marca 1994.